# Edasich
Edasich o Ed Asich (ι Draconis / 12 Draconis / HIP 75458) es la sexta estrella más brillante de la constelación de Draco, con magnitud aparente +3,29.
Se encuentra a 103 años luz del sistema solar.

## Nombre
El nombre de Edasich proviene del árabe Al Ḍhibaʼ o Al Dhīḣ cuyo significado es «hiena macho».
En China era conocida como Tsao Choo, «el pivote izquierdo».
Junto a Altais (δ Draconis), π Draconis, ρ Draconis y Alsafi (σ Draconis) formaba Tien Choo, «la cocina celestial».

## Características físicas
Edasich es una gigante naranja de tipo espectral K2III y 4490 K de temperatura efectiva.
Brilla con una luminosidad 70 veces mayor que la luminosidad solar.
La medida de su diámetro angular —3,73 milisegundos de arco— permite conocer que su diámetro es 13 veces más grande que el del Sol.
Presenta un contenido metálico superior al solar ([Fe/H] = +0,16) y —como la mayor parte de las estrellas de nuestro entorno— es una estrella del disco fino.
En cuanto a su estado evolutivo, Edasich posiblemente esté aumentando su brillo como estrella gigante con un núcleo inerte de helio en su interior. Siendo su metalicidad y masa similares a los del Sol, se puede contemplar a Edasich como el futuro de nuestra estrella dentro de unos 6000 millones de años.
Con el tiempo Edasich perderá la mayor parte de su actual masa mediante un intenso viento estelar que expulsará sus capas externas de hidrógeno y helio al espacio interestelar, fase que se denomina nebulosa planetaria. El resultado último será una enana blanca de tamaño semejante al de la Tierra.
A poco más de 4 minutos de arco de Edasich se puede observar una tenue estrella (HD 238461) de magnitud +8,78.
De tipo espectral K7, parece no estar gravitacionalmente unida a Edasich, coincidiendo simplemente en la misma línea de visión.

## Sistema planetario
En 2002 se descubrió un planeta extrasolar, llamado Hypatia, orbitando alrededor de Edasich. Se mueve en una órbita muy excéntrica que hace que la separación entre estrella y planeta fluctúe entre 0,39 y 2,1 UA. De masa indeterminada, pero como mínimo 8,8 veces la de Júpiter, puede tratarse de un gigante gaseoso o de una enana marrón, completando una órbita alrededor de la estrella cada 1,4 años. Fue el primer cuerpo subestelar descubierto alrededor de una estrella gigante.
| Acompañante (En orden desde la estrella) | Masa (MJ)     | Período orbital (días) | Semieje mayor (UA) | Excentricidad   |
| ---------------------------------------- | ------------- | ---------------------- | ------------------ | --------------- |
| Hypatia                                  | > 8,82 ± 0,72 | 511,098 ± 0,089        | 1,275 ± 0,074      | 0,7124 ± 0,0039 |